# Miklós Izsó
Miklós Izsó (maghiară: Izsó Miklós, germană: Nikolaus Izsó; n. 9 septembrie 1831, Izsófalva, Districtul Kazincbarcika, Borsod-Abaúj-Zemplén, Ungaria – d. 29 mai 1875, Budapesta, Austro-Ungaria) a fost un sculptor maghiar al cărui stil a integrat elemente de clasicism și stil academic, fiind atras de viața de la țară („Păstor cântând la flaut”). Sculptura sa „Păstor jelind” de la München a fost lăudată de criticii din Austria. 

## Biografie
Izsó a studiat la Colegiul din Sárospatak din 1840. A luat parte la Revoluția Maghiară din 1848 și după predarea de la Șiria a trăit în exil. El a devenit sculptor în piatră în Rimavská Sobota din 1851 până în 1856, unde a fost ucenicul lui István Ferenczy. S-a mutat la Pesta în 1856.
Susținut de tineri scriitori, artiști și muzicieni, a călătorit la Viena unde a lucrat cu Meixner, iar apoi Gasser, ambii sculptori. Din 1859 a studiat la Academia de Artă din Viena. La întoarcerea sa în Ungaria în 1862, a sculptat busturi ale unor personalități contemporane (János Arany, Béni Egressy, Károly Megyeri, András Fáy, Kálmán D. Lisznyay în 1863, István Márton, Pál Almási Balogh, Károly Ghiczy, Ilona Zrinyi și Ferenc Rákóczi II în 1870).
De asemenea a sculptat scene din viața la țară („Țiganul Laokoon”, 1862; „La moară”; „Bețivul”; „Femeie la seceriș”; „Țărancă ducând de mâncare”, 1863 și „Țărăncuță”, 1864). A început să sculpteze statuia lui Csokonai în 1866 și a terminat-o în 1867. A fost singura statuie ridicată de el. Figurinele sale de teracotă datează din 1864-1870 și sunt cele mai cunoscute lucrări ale sale.
Izsó a vizitat Italia în iarna anului 1868 și a devenit profesor la o școală de arte decorative în 1871. A murit de tuberculoză în 1875, la vârsta de 44 de ani. Ultimele sale lucrări, statuia lui Petőfi (Budapesta) și memorialul închinat lui Dugonics (Seghedin), au fost terminate de Adolf Huszár.